# Mattone e specchio
Mattone e specchio (Titolo originale: Khesht o Ayeneh - Farsi: خشت و آینه) è un film iraniano del 1964 diretto da Ebrahim Golestan. Il titolo del film prende spunto da una poesia del poeta Farid al-Din ‘Attar: “Ciò che un giovane riesce a vedere in uno specchio, un vecchio vede nel mattone”. IL film è stato girato da una troupe composta da sole cinque persone, nel periodo precedente alla rivoluzione, durante le prime proteste del movimento religioso. L'immagine che viene mostrata dell'Iran è quella di uno stato relativamente moderno e laico.

## Trama
Hashem (Zakaria Hashemi) è un tassista a Teheran che ritrova sul sedile posteriore del proprio taxi una neonata, abbandonata con uno stratagemma da una cliente. Hashem e la sua fidanzata Taji cercano di prendersi cura della bambina, ma incontrano una serie di difficoltà nel tentativo. Taji è convinta nel voler tenere la bambina, mentre Hashem insiste per liberarsene.